# سيلفي تياجروفا
سيلفي تياجروفا (بالإنجليزية: Thiagarajah Selvanithy)‏ من سريلانكا فائزة بجائزة نادي القلم الدولي في عام 1992. أُختطفت وتم إعدامها من قبل حركة نمور التاميل.

## نُبذة
وُلدت سيلفي في عائلة من الفلاحين في سيمامادو في جمهورية سريلانكا، وهي قرية تبعد حوالي 80 ميلاً جنوب جفنا.

## نشاطها
كانت تكتب شعرها بالللغة التاميلية وهي لغة أهل جفنا في سريلانكا. كما كانت طالبة في السنة الثالثة في الفنون المسرحية والدراما في جامعة جفنا.
كما أسست مجلة ثولي النسائية. كما رثت في شعرها أموات المذابح التي سببتها الحرب الأهليه في سريلانكا. وأنتجت سيلفي، أيضًا، مسرحيتين واحدة عن نظام المهر والأخرى عن الاغتصاب.

## اختطافها
في 30 أغسطس 1991، تم القبض على سيلفي من قبل نمور التاميل، وهي جماعة متمردة تقاتل من أجل الاستقلال للأقلية التاميلية السريلانكية. وقبل يوم من اختطافها، كانت على وشك أن تلعب دور البطولة في الانتفاضة الفلسطينية الأولى. كانت عضواً بارزاً في «بوراني إيلام»، وهو مركز نسائي في «جفنا» يقدم الدعم للنساء اللواتي تعرضن للصدمة من غارات القصف الحكومي.